# Brothers in Arms: Road to Hill 30
Brothers in Arms: Road to Hill 30 je akční počítačová hra z pohledu první osoby, vyvinuta vývojářským týmem Gearbox Software pro Microsoft Windows, PlayStation 2 a Xbox.
Hráči a herní kritici si zejména pochvalují reálnost hry a krásu herního prostředí.[zdroj?] Na hře mají svůj podíl i Češi, hudbu nahrál Pražský symfonický orchestr.

## Příběh
Příběh se odehrává v důležitém mezníku druhé světové války: Den D a následujících dnů. Hra je založena na skutečných událostech a svědectvích vojáků.
Hráč přebírá roli výsadkáře Sgt. Matthew Bakera, člena 101. výsadkové divize Spojených států amerických, který je velitelem týmů, bez jejichž pomoci by zemřel.

## Hlavní postavy
- Sgt. Matthew Baker
- Sgt. Greg Hassay, přezdívaný "Mac"
- Cpl. Joe Hartsock, přezdívaný "Zrzek"
- Pvt. Larry Allen (†)
- Pvt. Michael Garnett (†)
- Pfc. Kevin Leggett (†)
- Cpl. Samuel Corrion
- Pvt. Mike Desola (†)
- Pfc. Jack Courtland
- Pvt. Dale McCreary
- Pvt. Stephan Obrieski (†)
- Pvt. Richard Doe (†)
- Cpl. Thomas Zanovich
- Sgt. George Risner (†)
- Lt. Robert Cole
- Pvt. David Muzza (†)
- Pvt. Johnny Rivas (†)
- Pvt. Nicholas Hooper (†)
- Pvt. Harry Wheaton (†)
- Pvt. James York (†)
- Pvt. Reece Jameson (†)
- Pvt. Thomas Locke (†)
- Sgt. Craig Lewis (†)

## Týmy
Ve hře Brothers in Arms: Road to Hill 30 velí hráč dohromady třem týmům, s výjimkou několika misí, ve kterém nemá hráč pod kontrolou žádné jednotky. Existují tři týmy, které jsou automaticky poskytnuty před každou misí:
- Palebný tým: Je tvořen z vojáků se samonabíjecí puškou M1 Garand, M1 Karabinou, a někdy i samopalem Thompson. Tento tým by měl být užíván pro potlačování nepřítele.
- Útočný tým: Je obvykle tvořen z vojáků s M1 Karabinou a samopalem Thompson. Tento tým může obejít nepřítele a zaútočit na něj, zatímco palebný tým střílí.
- Tankový tým: Hráč má někdy pod kontrolou i tankový tým. Ve hře se vyskytují tanky M4 Sherman (výjimkou jsou mise "Akce ve Vierville" a "Zatáčka padlého vojáka", ve kterých má hráč k dispozici tank M3 Stuart). Na tanky může hráč vylézt a střílet z kulometu. Samotný tank může hráč využít také jako krytí před nepřátelskými kulomety. Tank je užitečný na potlačení početného nepřítele nebo kulometných hnízd.

Tank je naopak bezmocný před panzerfausty, nepřátelskými tanky nebo protitankovými děly. Z bezpečné vzdálenosti je však možné zničit nepřátelský tank, zejména ten s hlavní na krátký dostřel.

## Zbraně
- Colt 45 – krátký dostřel; drží ji většina umírajících
- M1 Carabine
- Thompson M1A1
- k-98
- M1 Garand
- BAR
- M1903 Springfield sniper – odstřelovací puška
- Granát
- MP 40
- MP 44
- Kar98k – velká síla
- Kulomet Browning – nekonečno nábojů a velká palební síla
- Kulomet MG 42 – nekonečno nábojů a velká palební síla
- Bazuka – Americká pancéřová pěst, jediná zbraň, která je účinná na tanky
- Panzerfaust – Německá pancéřová pěst, jediná zbraň, která je účinná na tanky

## Mise

### Den D – 6. června
1. "Střetnutí s osudem" – setkat se s Macem, Leggetem a Colem
2. "Umlčení čtyřčat" – zničit protiletecká děla
3. "Setkání se 4. pěchotní" – dostat se k pláži Utah
4. "Mise XYZ" – dobýt statek plný Němců
5. "Blokáda ve Foucarville " – dobýt Foucarville a zničit německé minometné týmy
6. "Rommelův chřest" – zničit sloupy na východním i západním poli

### Den D+1 – 7. června
7. "Akce ve Vierville" – dobýt Vierville a setkat se s Risnerem
8. "Zatáčka padlého vojáka" – dostat se na křižovatku

### Den D+2 – 8. června
9. "Protnutí svítání" – dobýt statek s kulometným hnízdem vybaveným MG42
10. "Pád St. Come du Mont" – dobýt St. Come du Mont a zničit německý tank

### Den D+3 – 9. června
11. "Vykoupení farmy" – dobýt statek a zničit německé minometné týmy
12. "Alternativní cesta" – dostat se k mostu a zničit ho

### Den D+4 – 10. června
13. "Běh o purpurová srdce" – přelézt belgickou bránu

### Den D+5 – 11. června
14. "Coleovo břemeno" – dobýt statek a zabít zbytek Němců v oblasti
15. "Sběr úrody" – dostat poručíka Combse na statek a odrazit německý protiútok

### Den D+6 – 12. června
16. "Útok na Carentan" – dobýt průmyslovou část Carentanu
17. "Tom a Jerry" – bránit kostel

### Den D+7 – 13. června
18. "Skvělé místo na smrt" – přivést 2. obrněnou divizi ke Kopci 30

### Den D+8 – 14. června
19. "Vítězství v Carentanu" – povýšení Hartsocka na seržanta (videosekvence)